# La Compañía, Guanajuato
La Compañía är en ort i Mexiko.   Den ligger i kommunen Salamanca och delstaten Guanajuato, i den centrala delen av landet, 250 km nordväst om huvudstaden Mexico City. La Compañía ligger 1 725 meter över havet och antalet invånare är 412.
Terrängen runt La Compañía är kuperad åt nordost, men åt sydväst är den platt. Runt La Compañía är det tätbefolkat, med 257 invånare per kvadratkilometer. Närmaste större samhälle är Salamanca, 8,8 km söder om La Compañía. Runt La Compañía är det i huvudsak tätbebyggt.